# Navalvillar de Ibor
Navalvillar de Ibor es un municipio y localidad española de la provincia de Cáceres, en la comunidad autónoma de Extremadura. El término municipal tiene una población de 378 habitantes (INE 2024).

## Geografía
Dista 120 km de la capital, Cáceres, y se encuentra enclavado en el valle del río Ibor, siendo la primera localidad que atraviesa éste tras su nacimiento en la Sierra de Villuercas. Se ubica dentro de la mancomunidad de Villuercas-Ibores-Jara. El nombre del municipio en extremeño es Navavillal d'Ibol.[cita requerida]
Limita con Castañar de Ibor por el norte, Guadalupe por el sur, Navatrasierra por el este y Navezuelas por el oeste.

## Naturaleza
El entorno se caracteriza por la abundancia del bosque de castaños. También existen grandes extensiones de matorral y dehesas con alcornoques y encinas, junto con repoblaciones de coníferas, olivos y robles. Así mismo es destacable la presencia de loro, un árbol muy escaso en la península ibérica. Grandes mamíferos como el jabalí, el ciervo y el corzo figuran entre lo más representativo de la fauna de Navalvillar de Ibor y su entorno.

## Historia
Esta área fue romanizada tempranamente, como indican varios hallazgos encontrados en su territorio. Tras la reconquista de la zona, dichos territorios pasaron a pertenecer a las Tierras de Talavera durante varios siglos.
A la caída del Antiguo Régimen la localidad se constituyó en municipio constitucional en la región de Extremadura. Desde 1834 quedó integrado en el partido judicial de Navalmoral de la Mata. En el censo de 1842 contaba con 40 hogares y 219 vecinos. Hacia mediados del siglo XIX, el lugar tenía contabilizadas 36 casas. Aparece descrito en el decimosegundo volumen del Diccionario geográfico-estadístico-histórico de España y sus posesiones de Ultramar de Pascual Madoz de la siguiente manera:

NAVALVILLAR DE IBOR: l. con ayunt. en la prov. y aud. terr. de Cáceres (18 leg.), part. jud. de Navalmoral de la Mata (6), dióc. de Toledo (24), c. g. de Estremadura (Badajoz 32). sit.: en una hondonada dominada por varios cerros. Es de clima poco sano por lo pantanoso y sombrío: reinan los vientos E. y O., y se padecen intermitentes y afecciones al pecho y al vientre. Tiene 36 casas malísimas y sin comodidad alguna, en una calle ancha, que parte el pueblo, con piso desigual y sin empedrado: una casa-pósito, que al mismo tiempo sirve de consistorial y de cárcel; igl. aneja á la parr. del Castañar de Ibor, servida por un teniente de fija residencia, y en las afueras al E. una ermita arruinada con el tít. de los Mártires, y al N. el cementerio. Se surte de aguas potables de la fuente llamada del Pozo y el arroyo de las Roldeas, de escelente calidad. Confina el térm.: por N. con el de Castañar de Ibor; E. Villar del Pedroso; S. Guadalupe; O. Roturas y Navezuelas, estendiéndose 2 1/2 leg. de N. á S., dos de E. á O., y comprende mucho monte pardo, como quejigo, rebollo, jara, brezo, todo bajo; algun nogal, castaño y frutales; 2 sotos de roble; una deh. de pasto de 1/4 legua de estension; algunos prados naturales murados; muchas canteras de piedras y una mina antiquísima de alcohol para vidriar. Le baña el r. Ibor, al S. y muy cerca del pueblo, con un ponton de Madera para su tránsito, que se lleva muchas veces la corriente. El terreno es de sierra, pedregoso y algo de regadío. Los caminos: vecinales á los pueblos inmediatos, en mal estado como de sierra. El correo se recibe en Guadalupe (4 leg.), por el balijero del Castañar dos veces á la semana. prod.: trigo, centeno, garbanzos, habichuelas, verduras, frutas y algun aceite; se mantiene ganado cabrio y vacuno, y se cria abundante caza de todas clases, y pesca de truchas y barbos. ind. y com.: un molino harinero, un lagar de aceite; y se vende bastante ganado cabrio. pobl.: 40 vec. 219 almas. cap. prod.: 564,600 rs. imp.: 27,430. contr.: 4,806 reales 17 mrs. presupuesto municipal: 2,500, del que se pagan 1,100 al secretario por su dotacion y se cubre con arbitrios.
(Madoz, 1849, p. 63)

### Asesinato de Joaquín Franco Congregado
El 12 de julio de 1916, Joaquín Franco Congregado, agente del Servicio de Vigilancia de la Compañía Arrendataria de Tabacos, fue asesinado de un disparo en la cabeza por su socio, Cipriano Sánchez del Monte, mientras ambos cumplían una misión de búsqueda para detectar cultivos ilegales de tabaco y operaciones de contrabando. Sánchez llamó inmediatamente al lugar al alcalde de la ciudad, a un juez y a un médico, afirmando que su supervisor, Franco, había sido baleado en una emboscada. Sospechando de la imposibilidad de una emboscada debido a la altura y escarpado de la montaña y la estrechez del camino, los funcionarios hicieron que Sánchez recreara la "emboscada". Sánchez luego cambió su historia, alegando que accidentalmente le disparó a su compañero. Franco murió a causa de su herida temprano en la mañana siguiente. La reconstrucción que hizo Sánchez del "accidente" de esa noche, sin embargo, fue refutada en su juicio por asesinato por expertos en armas que cuestionaron que el gatillo de su pistola Smith & Wesson se hubiera disparado accidentalmente en la forma descrita y que, por el contrario, la trayectoria de la herida indicaba un disparo dirigido. Después de un sensacional juicio en 1917, Sánchez fue condenado a cadena perpetua por el asesinato de Joaquín Franco Congregado.  Sánchez fue puesto en libertad en 1945 después de cumplir 29 años.

## Demografía
Navalvillar de Ibor cuenta con una población de 378 habitantes (INE 2024).
| Gráfica de evolución demográfica de Navalvillar de Ibor entre 1842 y 2021                                           |
| |
| Población de derecho según los censos de población del INE Población de hecho según los censos de población del INE |

## Economía
La superficie labrada representa sólo el 12,1%, destacando entre los cultivos los herbáceos y el olivar. La actividad ganadera es más relevante, abundando el ganado caprino, porcino y ovino.

## Patrimonio
Iglesia parroquial católica bajo la advocación de Santa Escolástica Virgen, en la Archidiócesis de Toledo, Vicaría de Talavera de la Reina, arciprestazgo de Guadalupe.

## Cultura

### Festividades
- "Día del Perro" o Fiesta de los Quintos. Se celebra el día siguiente del martes de Carnaval.
- "Día de la Era". Consiste en una comida familiar y campestre celebrada durante el Sábado de Pascua.
- "La dehesa" 1 de mayo. Se celebra con especial relevancia en el municipio.[10]
- Santa Escolástica, 10 de febrero. Patrona de Navalvillar.
- San Isidro Labrador 15 de mayo. Fiesta en honor a los agricultores de Navalvillar de Ibor.
- San Roque. 16 de agosto. Patrón de Navalvillar de Ibor

### Gastronomía
El municipio se encuentra en la zona de producción del Queso de los Ibores.